# بشملة عطرية
بشملة عطرية (الاسم العلمي:Eriobotrya fragrans) هي نوع من النباتات تتبع جنس البشملة من الفصيلة الوردية. تم وصف هذا النوع من النبات علمياً لأول مرة من قبل جورج بنتام وجون جورج شامبيون سنة 1852.